# Mustafa Ali as-Sajjid Dżabr
Mustafa Ali as-Sajjid Dżabr, Mostafa Aly Elsayed Gabr Elders (arab. مصطفى علي السيد جبر ; ur. 12 grudnia 1998) – egipski zapaśnik walczący w stylu klasycznym. Olimpijczyk z Paryża 2024, gdzie zajął dwunaste miejsce w wadze półciężkiej. Zajął 28. miejsce na mistrzostwach świata w 2023 roku.
Wygrał igrzyska afrykańskie w 2023. Złoty medalista mistrzostw Afryki w 2022 i 2023. Wygrał mistrzostwa arabskie w 2018, 2019 i 2021; drugi w 2022 roku.